# Il mio Nord. Il sogno dei nuovi barbari
Il mio Nord. Il sogno dei nuovi barbari è un saggio scritto da Roberto Maroni e Carlo Brambilla pubblicato il 1º novembre 2012 da Sperling & Kupfer. Il libro descrive la nuova visione del nord Italia avente come basi il primato politico del Nord, la rivoluzione del meccanismo fiscale, il rilancio del sistema produttivo padano e l'egemonia della Lega Nord.
Maroni durante una sessione d'autografi del libro a Brescia, disse che «i barbari persero la sfida con Roma perché giocarono sulla logistica, sull'organizzazione. [...] La strada è quella di far sì che la Lega diventi espressione concreta e rinnovamento della questione settentrionale.»

## Edizioni
- (IT) Roberto Maroni, Il mio Nord. Il sogno dei nuovi barbari, Carlo Brambilla, Milano, Sperling & Kupfer, 1º novembre 2012, ISBN 9788820053116.